# 나는 가설을 세우지 않는다
나는 가설을 세우지 않는다(라: Hypotheses non fingo: 히포테세스 논 핀고)는 뉴턴의 유명한 말로, 1713년의 「자연철학의 수학적 원리」(프린키피아)의 제2판에 덧붙인 「일반적 주해」(General Scholium)로 기술되었다.
프린키아에 대해서 일어난 비판에 응하는 목적으로 첨가한 것으로, 그 비판은 만유 인력이 떨어진 천체의 사이에 일하는 이른바 「원격 작용」인 것이 지금까지의 기계론적 철학의 생각으로부터의 비판을 불렀다.
개요는
"나는 현상으로부터 중력의 성질에 대한 이유를 지금까지 찾아낼 수 없었다. 그렇지만 나는 가설을 세우지 않는다. 그렇다는 것은, 현상으로부터 나타나지 않는 것은 형이상적인 것이든, 형이하적인 것이든, 온재적(오컬트적)인 물건이든, 역학적인 것이든, 가설로 불리지 않으면 안되며, 실험 철학에 그 자리를 가질 수 없다. 이 철학에서는 명제가 현상으로부터 꺼내져 후에 귀납에 의해서 일반화되는 것이다."